# غوران أباد
غوران‌ أباد هي قرية في مقاطعة أرومية، إيران. يقدر عدد سكانها بـ 99 نسمة بحسب إحصاء 2016.